# ستيوارت ليتل (فلم)
ستيوارت ليتل (بالإنجليزية: Stuart Little)، هو فيلم عائلي كوميدي أمريكي عُرض لأول مرة في 17 ديسمبر لعام 1999 من إخراج الأمريكي روب مينكوف، الفيلم مُقتبس من رواية تحمل نفس الاسم لمؤلفها إلوين وايت، يمزج الفيلم الواقع الحقيقي مع رسوم الكمبيوتر؛ إتُبّع الفيلم بجزء ثاني وهو فيلم ستيوارت ليتل 2 في عام 2002 بالإضافة إلى عرض تلفزيوني قصير وهو ستيوارت ليتل: سلسلة الرسوم المتحركة في 2003، والجزء الثالث التي تم تحويله إلى رسوم متحركة وهو ستيوارت ليتل 3: نداء البرية في 2005.

## القصة
يذهب الزوجان فريدريك ليتل (هيو لوري) وإليانور ليتل (جينا ديفيس) إلى دار رعاية الأيتام لتبني طفل ثاني ليكون الأخ الأصغر لإبنهما جورج ليتل (جوناثان لبنيكي)؛ يدخلا دار الرعاية فيجدا فأراً صغيراً أبيض متكلم يدعى ستيوارت (مؤدي الصوت:مايكل جي فوكس) فيقرران تبني الفأر.
يعاني الفأر ستيوارت بداية صعبة في حياته الجديدة بسبب عدم تقبل جورج له بالإضافة إلى كراهية القط سنوبي وغيرته منه (صاحب الصوت:ناثان لين).
وفي أحد الأيام ذهبت الأسرة برفقة ستيوارت إلى سباق السفن الشراعية الصغيرة وهي مسابقة شارك فيها جورج ليتل؛ تسبب ستيوارت في تحطم آلة تحكم السفينة ليصيب الإحباط جورج فيذهب ستيوارت ليصعد بنفسه إلى السفينة ويفوز بالسباق، منذ هذه اللحظة أحب جورج ستيوارت وأعده واحداً من الأسرة.
بعد عدة أيام يطرق باب المنزل فأران إدعا أنهما والدا ستيوارت اللذان تركوه في صغره بسبب الفقر، وطلبا من ستيوارت العودة إليهم، وبالفعل ذهب ستيوارت إليهم ولكن في منتصف الليل أخبروه بأنهما ليس والداه الحقيقين وأن والداه الحقيقين قد توفيا منذ سنوات، وأنهما فَعَلا ذلك بعدما تعاقدا مع إحدى القطط للتخلص منه، وهي خطة أعدها سنوبي مع أصدقائه ليتخلص من ستيوارت، وفي أثناء ذهاب ستيوارت إلى منزل أسرة ليتل يصادف مجموعة من القطط التي تسعى للقضاء عليه فيطاردونه إلى أن قفز في ماء المجاري ليصل إلى المنزل، يدخل المنزل ولا يجد أحداً بإستثناء القط سنوبي الذي خدعه وأخبره بأن العائلة فرحت برحيله؛ حزن ستيوارت عندما سمع هذا الخبر وقرر الرحيل، يذهب سنوبي مع أصدقائه إلى المنتزه العام فيجدون ستيوارت، شعر سنوبي بالندم فيقرر الدفاع عن ستيوارت أمام أصدقائه القطط ويتمكنا معاً من هزيمتهم ورميهم في البحيرة؛ يعودا ستيوارت وسنوبي إلى المنزل من جديد ويفرح جورج بعودة سنوبي ويعود شمل الأسرة من جديد.

## طاقم التمثيل
| الشخصية      | الممثل                    |
| ------------ | ------------------------- |
| ستيوارت ليتل | مؤدي الصوت: مايكل جي فوكس |
| فريدريك ليتل | هيو لوري                  |
| إليانور ليتل | جينا ديفيس                |
| جورج ليتل    | جوناثان لبنيكي            |
| القط سنوبي   | مؤدي الصوت: ناثان لين     |
| القط مونتي   | مؤدي الصوت: ستيف زان      |
| القط سموكي   | مؤدي الصوت: تشاز بلمنتيري |

## وصلات خارجية
- ستيوارت ليتل على موقع IMDb (الإنجليزية)
- ستيوارت ليتل على موقع ميتاكريتيك (الإنجليزية)
- ستيوارت ليتل على موقع روتن توميتوز (الإنجليزية)
- ستيوارت ليتل على موقع نتفليكس (الإنجليزية)
- ستيوارت ليتل على موقع ألو سيني (الفرنسية)
- ستيوارت ليتل على موقع Turner Classic Movies (الإنجليزية)
- ستيوارت ليتل على موقع أول موفي (الإنجليزية)
- ستيوارت ليتل على موقع بوكس أوفيس موجو (الإنجليزية)
- ستيوارت ليتل على موقع فيلمافينيتي (الإسبانية)
- ستيوارت ليتل على موقع قاعدة بيانات الأفلام السويدية (السويدية)

1. ↑  مذكور في: قاعدة بيانات الأفلام السويدية. معرف قاعدة بيانات الأفلام السويدية: 41222. الناشر: المعهد السويدي للسينما. لغة العمل أو لغة الاسم: السويدية.